# Charles III (roi du Royaume-Uni)
Pour les articles homonymes, voir Charles III.
« Charles de Galles » et « Prince Charles » redirigent ici. Pour les autres significations, voir Prince Charles (homonymie).
Charles III, né le 14 novembre 1948 au palais de Buckingham (Londres, Angleterre), est roi du Royaume-Uni de Grande-Bretagne et d'Irlande du Nord ainsi que de quatorze autres États souverains, appelés royaumes du Commonwealth, et de leurs territoires et dépendances, depuis le 8 septembre 2022. En tant que monarque du Royaume-Uni, il est, de droit, gouverneur suprême de l'Église d'Angleterre et, par tradition, chef du Commonwealth, une organisation intergouvernementale regroupant cinquante-six États.
Fils aîné de la reine Élisabeth II et du prince Philip, duc d'Édimbourg, il est prince de Galles de 1958 à 2022, titre traditionnellement accordé au fils aîné du monarque régnant ou à son petit-fils. Il est le prince de Galles ayant conservé le plus longtemps ce titre. En 2021, à la mort de son père, il devient duc d'Édimbourg.
En 1981, il épouse Lady Diana Spencer, avec qui il a deux fils : William (né en 1982) et Henry, dit Harry (né en 1984). Ce mariage, aussi médiatisé que malheureux et tourmenté, débouche sur leur séparation en 1992 et dégrade pour un temps l'image de Charles et de sa famille, alors que Diana devient une icône, statut renforcé par sa mort tragique en 1997. En secondes noces, en 2005, Charles épouse son amour de jeunesse, Camilla Parker Bowles.
Il devient roi le 8 septembre 2022, à la suite de la mort de sa mère âgée de 96 ans. Dans l'histoire britannique, il est l'héritier apparent ayant attendu le plus longtemps avant son accession au trône, ainsi que le plus âgé lors de cet événement (73 ans). Il est couronné avec son épouse, le 6 mai 2023 à l'abbaye de Westminster.

## Jeunesse

### Naissance et baptême

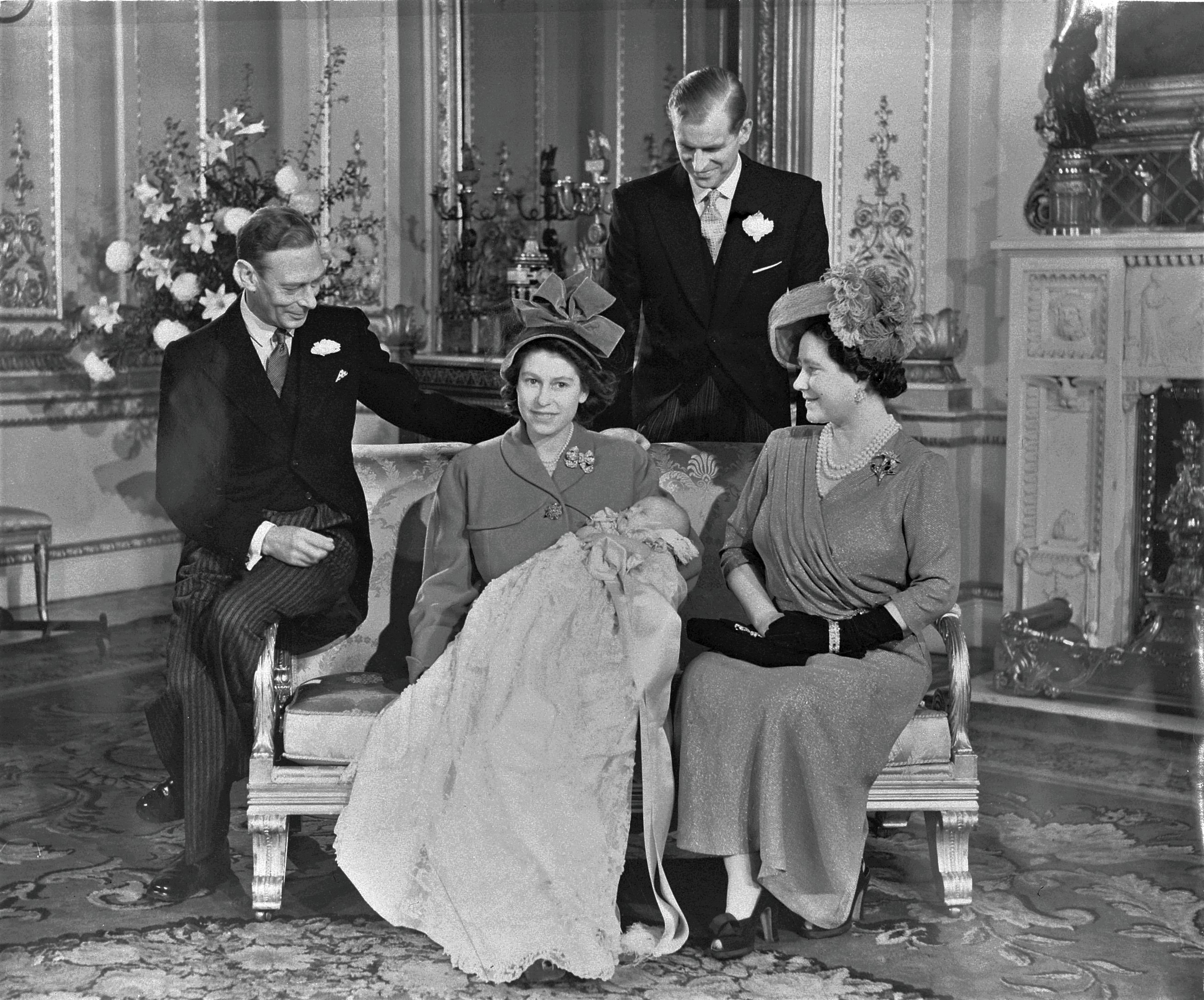
Jour du baptême du prince Charles, ici avec ses parents la princesse Élisabeth et le prince Philip et avec ses grands-parents le roi George VI et la reine Élisabeth (1948).

Charles Philip Arthur George, naît le 14 novembre 1948 au palais de Buckingham, à Londres. Il est le fils aîné de la reine Élisabeth II, alors princesse du Royaume-Uni, et de son époux le prince Philip, titré duc d'Édimbourg le matin de son mariage. Charles est le premier petit-fils du roi George VI et de la reine Elizabeth.
Le 15 décembre 1948, il est baptisé dans la salle de musique du palais de Buckingham par Geoffrey Fisher, archevêque de Cantorbéry, avec de l'eau du Jourdain. Ses parrains et marraines sont le roi George VI, la reine Mary, la princesse Margaret, le roi Haakon VII, le prince Georges de Grèce, Victoria de Hesse-Darmstadt (marquise de Milford Haven), Edwina Mountbatten (comtesse Mountbatten de Birmanie) et l'Honorable David Bowes-Lyon.

### Enfance et éducation
Il a trois ans lorsque son grand-père, le roi George VI, décède et que sa mère monte sur le trône sous le nom d'Élisabeth II. Par conséquent, il devient l'héritier apparent du trône et est immédiatement élevé à la dignité de duc de Cornouailles en Angleterre, ainsi que duc de Rothesay, baron Renfrew, prince et grand steward d'Écosse (par droit de la pairie écossaise). Il assiste au couronnement de sa mère à l’abbaye de Westminster en 1953, aux côtés de sa grand-mère, la reine mère Elizabeth, et de sa tante, la princesse Margaret.
Comme pour tous les enfants des rois avant lui, une gouvernante, Catherine Peebles, qui est également gouvernante d'Anne du Royaume-Uni, est nommée pour s'occuper du jeune prince. Elle a été responsable de son éducation de cinq à huit ans.

### Études et scolarité

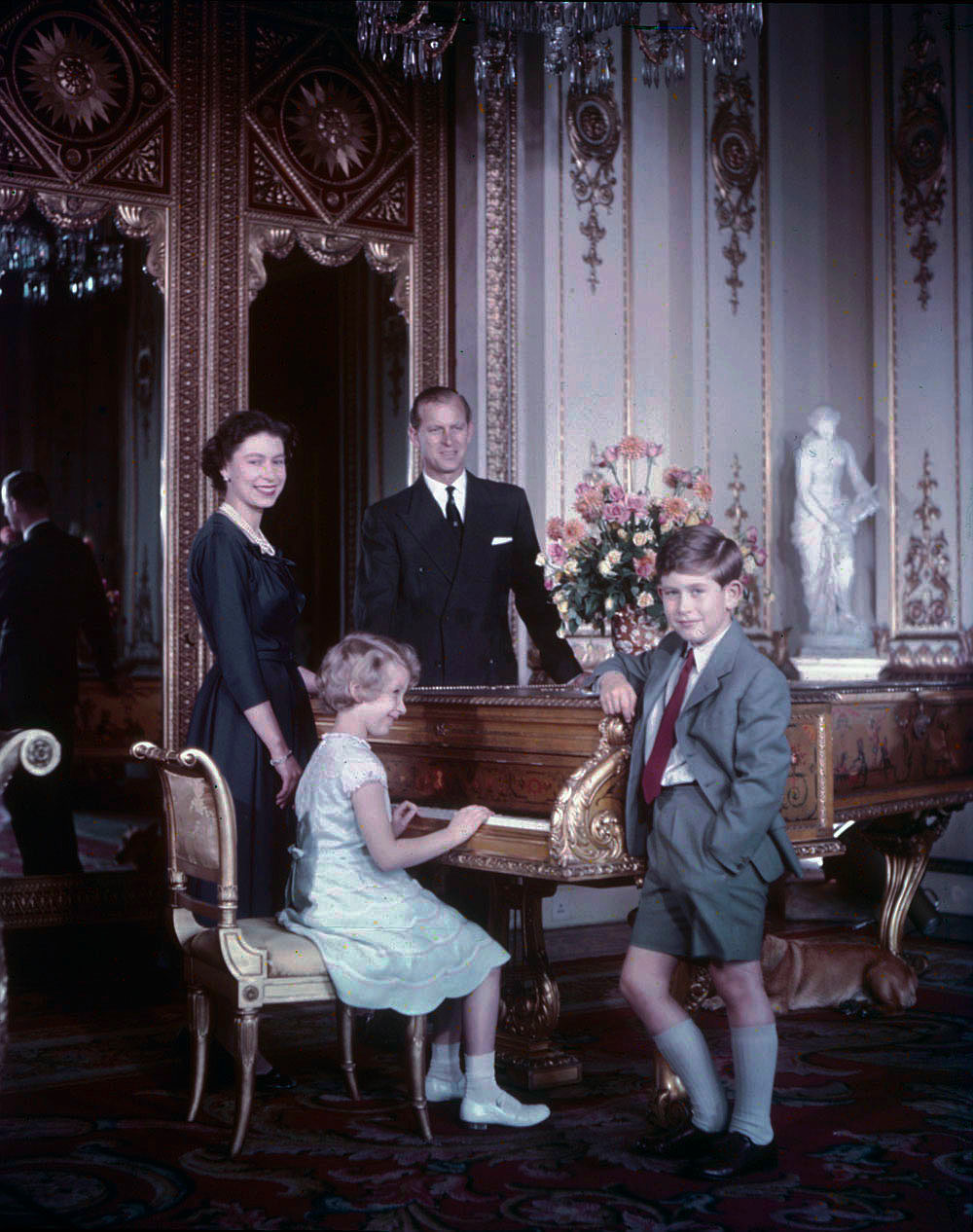
Charles avec sa sœur et ses parents en 1957.

En 1955, la reine annonce que le jeune prince ira à l’école, rompant ainsi avec la tradition. Après des séjours au Hill House School à Londres et Cheam Preparatory School à Berkshire, le prince est passé à Gordonstoun School, un pensionnat du Nord-Est de l'Écosse, là même où son père, le duc d'Édimbourg, a étudié. Il gardera un très mauvais souvenir de son passage à Gordonstoun School, années qu'il qualifiera de « peine de prison ».
À 11 ans, pendant les vacances d'été de 1959 du prince, il est accompagné d'un tuteur afin qu'il puisse parfaire son français. C'est un lieutenant de l'armée canadienne, Jean Lajeunesse, âgé de 27 ans et originaire de Montréal, qui obtient ce poste. Les médias britanniques et français de l'époque s'interrogent à « savoir quel genre de français va être inculqué aux enfants royaux ». La Couronne tranche le débat en affirmant que le futur chef du Commonwealth puisse parler le français « comme au Canada » serait pour le prince Charles d’une très grande importance.
Le prince Charles a passé deux trimestres de 1966 à la Geelong Grammar School à Corio près de Geelong dans l'état de Victoria en Australie.
La vie universitaire du prince Charles s'est déroulée au Trinity College à Cambridge, où il fut nommé B.A. (Licencié ès arts) en anthropologie, archéologie et histoire. Le prince Charles est le premier membre de la famille royale britannique à obtenir un diplôme universitaire. Il a suivi un cours de langue galloise de l’université du pays de Galles à Aberystwyth.

## Mariages

### Mariage avec Diana Spencer
Le 29 juillet 1981, Charles, 32 ans, épouse Lady Diana Spencer, 20 ans, qu'il a rencontrée pour la première fois en 1977. Leur cérémonie de mariage est retransmise par les chaînes de télévision du monde entier. Le couple a deux fils :
- William, prince de Galles (né le 21 juin 1982) ; il épouse le 29 avril 2011 Catherine Middleton (née le 9 janvier 1982), d'où :
  - George de Galles (2013),
  - Charlotte de Galles (2015),
  - Louis de Galles (2018) ;
- Henry (dit Harry), duc de Sussex (né le 15 septembre 1984)[10] ; il épouse le 19 mai 2018 Meghan Markle (née le 4 août 1981), d'où :
  - Archie de Sussex (2019),
  - Lilibet de Sussex (2021).

### Séparation et divorce
Le couple se sépare en 1992, peu après la révélation par la princesse dans une biographie que son mari a depuis longtemps une relation extra-conjugale avec Camilla Parker Bowles, ce que le prince confirme dans un documentaire censé le réhabiliter,. Le divorce a lieu le 28 août 1996, sous la pression de la reine, après de nouvelles révélations de Diana à la BBC le 20 novembre 1995, notamment sur son mal-être et ses propres relations extra-conjugales,. Diana meurt à la suite d'un accident de la circulation le 31 août 1997 à Paris.

### Remariage avec Camilla Parker Bowles
Le 9 avril 2005, lors d'une cérémonie civile au Windsor Guildhall, Charles, 56 ans, épouse en secondes noces Camilla Parker Bowles, 57 ans.

## Formation militaire

### Services dans la marine
Lors de son affectation à la Royal Navy, le prince Charles accomplit son devoir militaire comme officier de marine de 1971 à 1976.
Conformément à la tradition royale, Charles a servi dans la marine et la force aérienne. Il a demandé et reçu la formation de la Royal Air Force au cours de sa deuxième année à Cambridge, puis il se lance dans une carrière navale, suivant un cours de six semaines au Royal Naval College de Dartmouth, puis en servant sur le destroyer lance-missiles HMS Norfolk (en) (1971-1972) et les frégates HMS Minerva (1972-1973) et HMS Jupiter (1974).

### Service dans l'Air Force
Il a également été breveté pilote d'hélicoptère à RNAS Yeovilton en 1974, juste avant de se joindre à l'escadron Air Naval (845), opérant à partir du HMS Hermes. Le 9 février 1976, il prend le commandement du chasseur de mines côtier HMS Bronington pour ses dix derniers mois au service actif dans la marine. Il a appris à voler sur un DHC-1 Chipmunk, avion d'entraînement, puis il a volé régulièrement sur Hawker Siddeley Andover, Westland Wessex et BAe 146, avions de vol de la reine.
En 2012, il est élevé aux titres honorifiques d'amiral de la Royal Navy, de marshal of the Royal Air Force et de maréchal de l'Armée britannique.

## Prince de Galles

### Création et investiture officielle

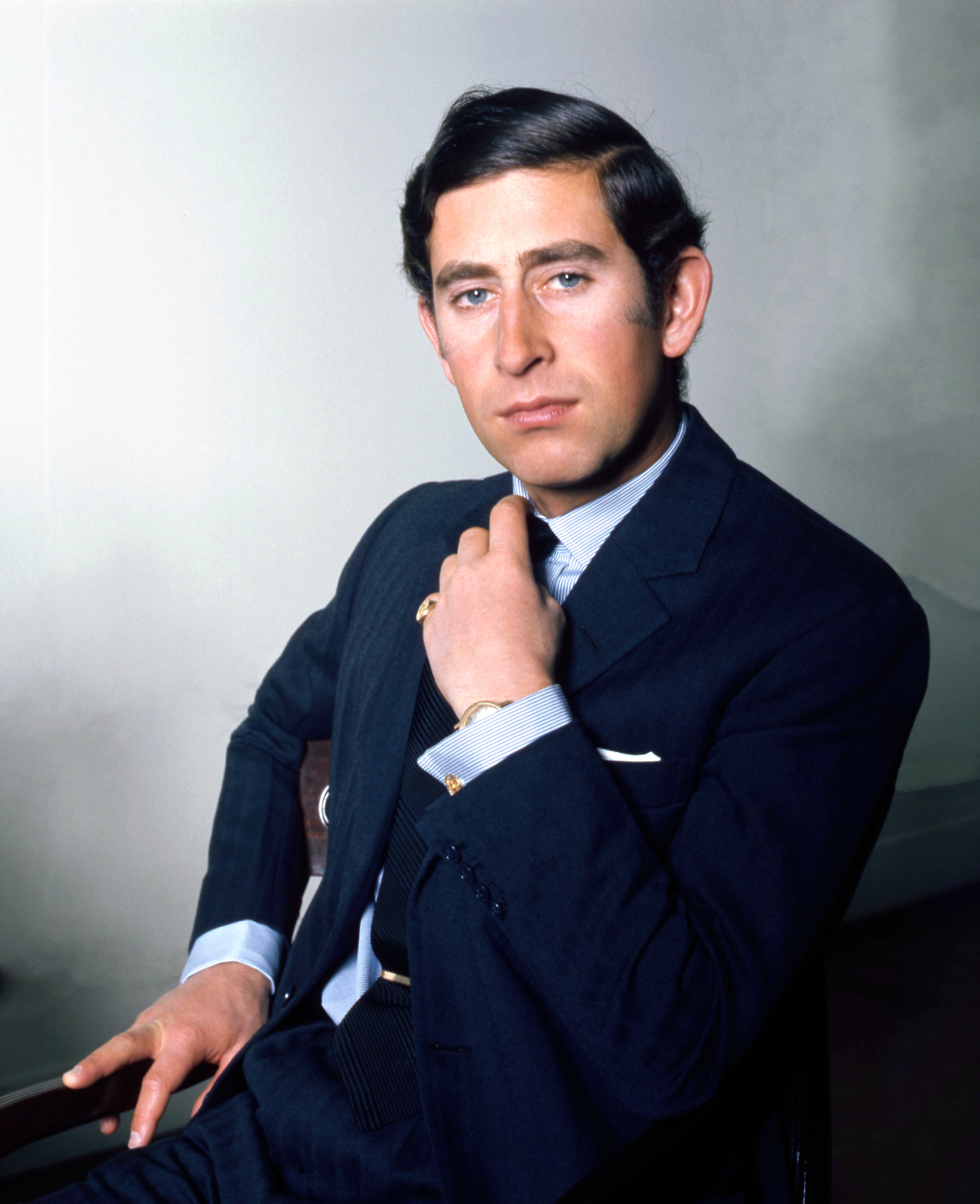
Charles, prince de Galles, par Allan Warren (1972).

Charles reçoit le titre de prince de Galles et comte de Chester le 26 juillet 1958. Son intronisation n’est cependant effective que le 1er juillet 1969, lorsque sa mère lui remet la couronne des princes de Galles au château de Caernarfon, lors d'une cérémonie retransmise en mondovision (500 millions de téléspectateurs), organisée par lord Snowdon. Le prince prononce une partie de son discours en langue galloise.

### Premiers engagements du prince
L’année suivante, il fait son entrée dans la Chambre des lords, devenant par la suite le premier membre de la famille royale à assister à une réunion du Cabinet depuis George Ier. Charles a en effet été invité par le Premier ministre James Callaghan afin qu'il puisse découvrir le travail du gouvernement. Il commence à assumer des fonctions officielles avec la création de la Prince’s Trust en 1976 et avec son voyage aux États-Unis en 1981.

### Engagement caritatif et écologique
Le prince Charles est un passionné de botanique et de jardinage. Il a passé plus de vingt-six ans à transformer le domaine de Highgrove House.
Le prince est bien connu pour son travail caritatif et parraine le Prince’s Trust, le Prince's Regeneration Trust (en) et la Prince's Foundation pour l’environnement (en). Ainsi, en septembre 2022, le prince qui est devenu le roi Charles III préside ou soutient plus de 400 organisations.
En 2007, il annonce qu'il va publier son « empreinte écologique annuelle », c'est-à-dire qu'il fera connaître tout ce qu'il a fait, où et combien de fois, pour tout ce qui a « un impact sur l'environnement ». En 2007, il lance le Prince's Rainforest Project, qui a pour but de sensibiliser les populations à la déforestation. En février 2008, le prince Charles s'exprime devant le Parlement européen pour alerter sur les changements climatiques et la déforestation. Le président du Parlement européen Hans-Gert Pöttering l'accueille en déclarant que le prince Charles a été l'une des premières personnalités internationales à attirer l'intention du monde sur le danger posé par le réchauffement de la planète. Le même mois, il propose la création d'un fonds mondial pour lutter contre la destruction des forêts tropicales.
Le prince Charles mène un combat en faveur de l'agriculture biologique : il a créé en 1990 le label Duchy Originals, devenu Waitrose Duchy Organic (en).
Le prince mène aussi un combat en faveur de l'urbanisme durable, par l'intermédiaire de la fondation The Prince's Foundation for Building Community (en). Il a fait construire le village de Poundbury en conformité avec sa conception de l'esthétique architecturale classique,.
Il reçoit en 2014 le prix François-Rabelais. Il vient récupérer son prix le 30 novembre 2015 et prononce un discours vantant les fromages français.
Le prince Charles est invité à prendre la parole à l'ouverture de la Conférence de Paris de 2015 sur les changements climatiques.
Il est également le président du WWF Royaume-Uni.

### Relations avec les dirigeants chinois

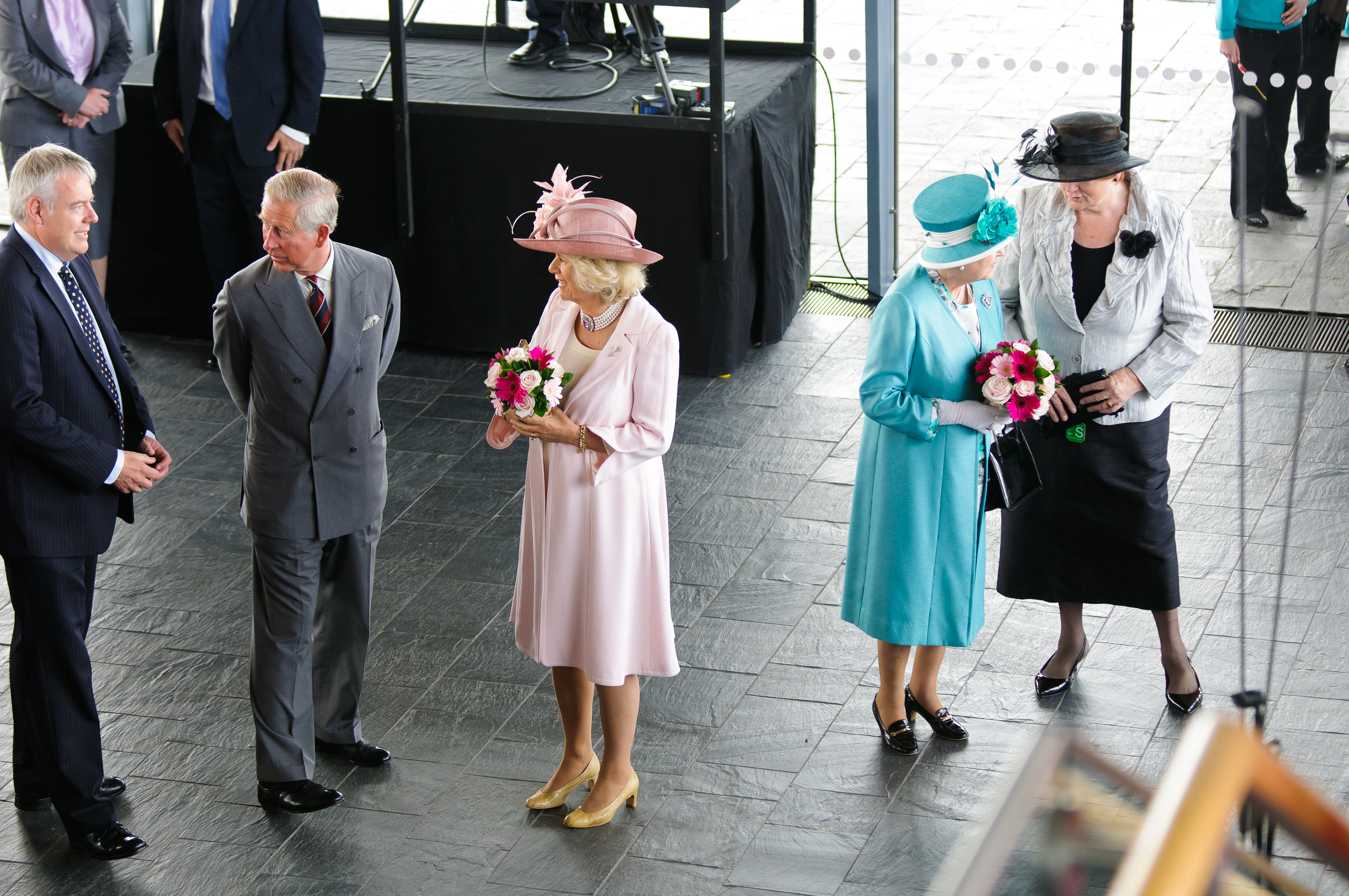
Le prince Charles et Camilla lors de l'ouverture officielle du Parlement gallois à Cardiff en juin 2011.

Proche du 14e dalaï-lama, le prince Charles n'a jamais visité la Chine, n'assista pas à la cérémonie d'ouverture des Jeux olympiques de Pékin et ne participa pas aux dîners officiels lors des visites de Jiang Zemin en 1999, de Hu Jintao en 2005 et de Xi Jinping en 2015,.

### Ingérence dans les affaires politiques
En mai 2015, une série de lettres adressées par le prince Charles à différents membres du gouvernement Blair entre 2004 et 2005 sont rendues publiques par le Bureau du Cabinet au terme d'une longue bataille juridique engagée par un journaliste du Guardian. Dans ces vingt-sept lettres, surnommées « les courriers de l'araignée noire » (« black spider memos ») par le quotidien, l'héritier du trône fait preuve d'un intérêt insistant sur des sujets aussi divers que la guerre en Irak, la promotion des médecines alternatives ou la lutte contre la pêche illégale à la légine,.
En 2017, il est cité dans le scandale des Paradise Papers.

### Rôle croissant dans la monarchie
En tant que prince de Galles, Charles assume des fonctions officielles au nom de la reine. Il officie lors des investitures et assiste aux funérailles de dignitaires étrangers. Le prince Charles fait régulièrement des tournées au Pays de Galles, accomplissant une semaine d’engagements chaque été et assistant à des occasions nationales importantes, telles que l’ouverture du Senedd. Les six fiduciaires de la Royal Collection se réunissent trois fois par année sous sa présidence. Le prince Charles voyage à l’étranger pour le compte du Royaume-Uni. En 1983, Christopher John Lewis, qui avait tiré un coup de feu sur la reine lors du Trooping the Colour de 1981, a tenté de s’échapper d’un hôpital psychiatrique afin d’assassiner Charles, qui était en visite en Nouvelle-Zélande avec son épouse Diana et leur fils William. Lors d’une visite en Australie en janvier 1994, David Kang lui a tiré dessus pour protester contre le traitement réservé à plusieurs centaines de demandeurs d’asile cambodgiens enfermés dans des camps de détention. En 1995, Charles devient le premier membre de la famille royale à visiter la république d'Irlande à titre officiel.

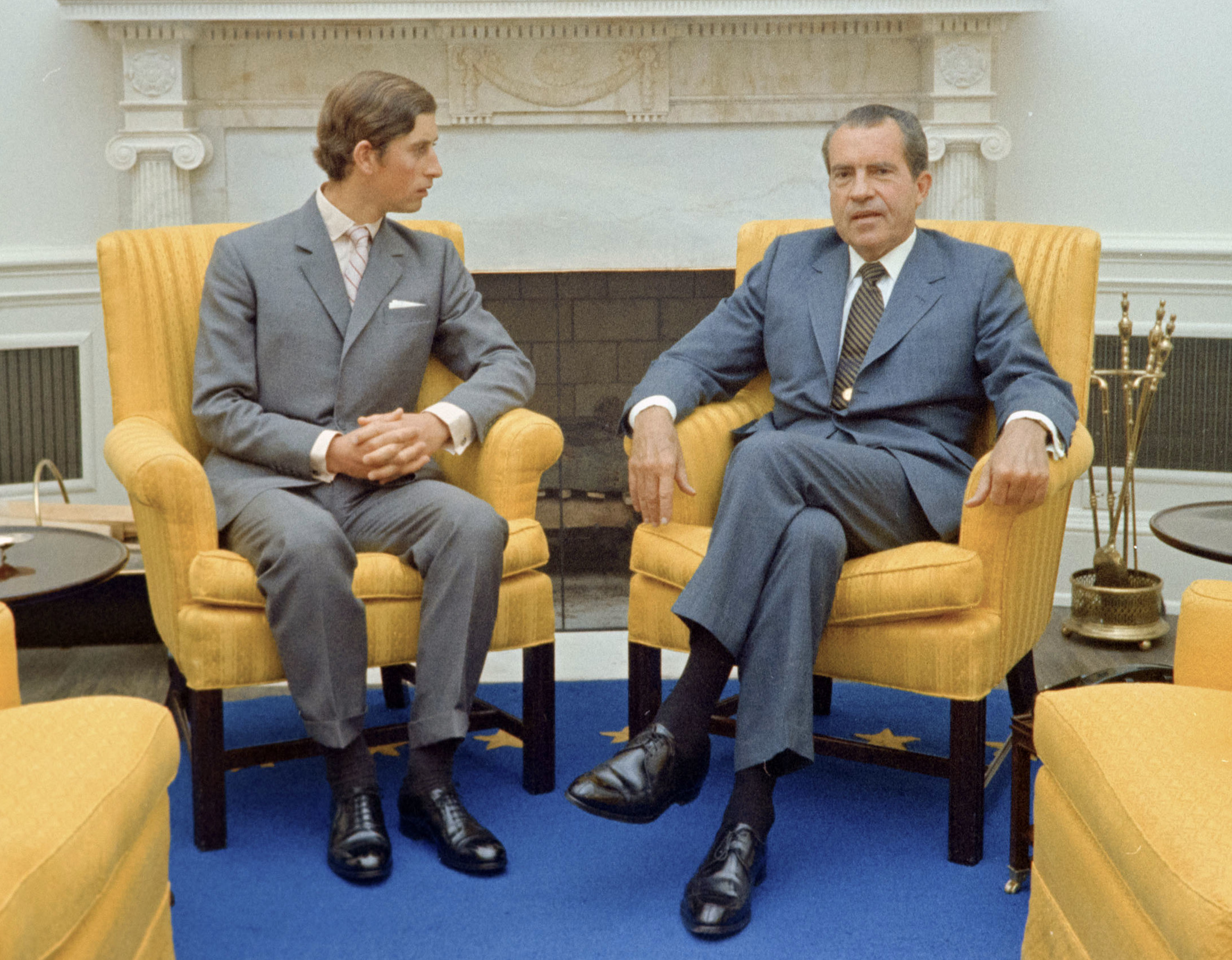
Le prince Charles rencontre le président américain Richard Nixon à la Maison-Blanche, en 1970.

En 2000, le prince Charles a renoué avec la tradition du prince de Galles d’avoir un harpiste officiel, afin de favoriser le talent gallois à jouer de la harpe, l’instrument national du pays de Galles. Lui et la duchesse de Cornouailles passent également une semaine chaque année en Écosse, où il est le patron de plusieurs organisations écossaises. Son service dans les forces armées canadiennes lui permet d’être informé des activités des troupes et lui permet de rendre visite à ces troupes lorsqu’il est en déplacement au Canada ou à l’étranger, en prenant part à des cérémonies. Lors des funérailles du pape Jean-Paul II, en 2005, Charles a involontairement provoqué une controverse lorsqu’il a serré la main du Président de la République du Zimbabwe Robert Mugabe, qui était assis à côté de lui. Clarence House a ensuite publié une déclaration indiquant que : « Le prince de Galles a été pris par surprise et n’a pas été en mesure d’éviter de serrer la main de M. Mugabe ».
En 2010, le journaliste Rob Evans du journal The Guardian dépose une demande d'information sur les lettres et missives que le prince a envoyées en 2004 et 2005. Après différentes procédures judiciaires, l’Attorney General Dominic Grieve refuse d'accéder à la demande en octobre 2012. En mars 2015, la Cour suprême tranche cependant en appel contre la décision du gouvernement et autorise la publication des black spider memos. Avant le 13 mai 2015, seuls des rumeurs ou des échanges informels ont mentionné les black spider memos, puis l’Information Tribunal a ordonné leur divulgation.

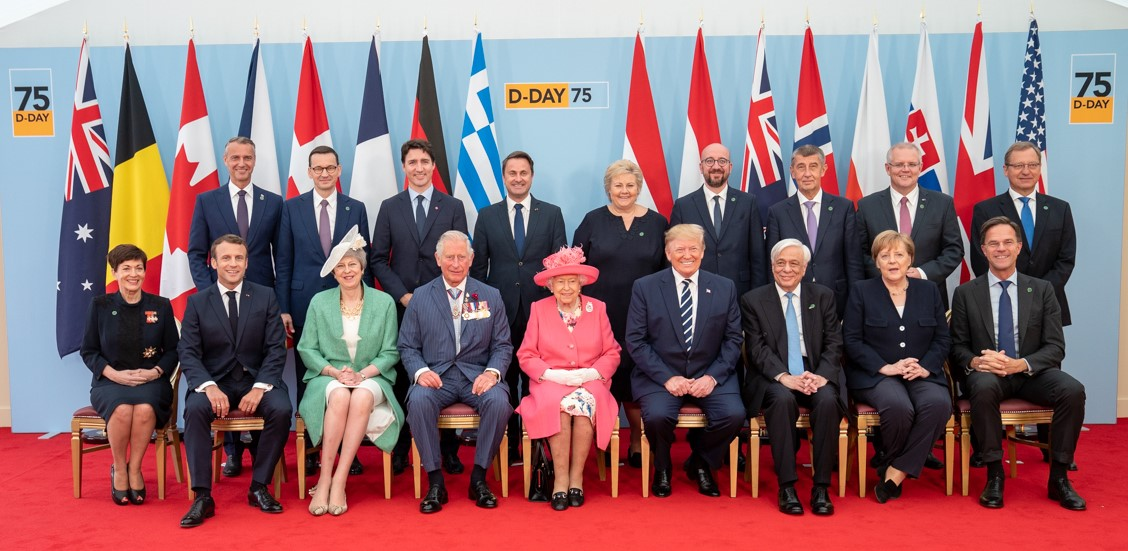
Le prince Charles, en compagnie de la reine, de Donald Trump et d'autres chefs d'État du monde, réunis pour commémorer les 75 ans du jour J.

En octobre 2010, Charles représente la reine à la cérémonie d'ouverture des jeux du Commonwealth à Delhi, en Inde. Le prince assiste à des événements officiels au Royaume-Uni avec l’appui des pays du Commonwealth, comme le service commémoratif du tremblement de terre de Christchurch à l'abbaye de Westminster en 2011. Du 15 au 17 novembre 2013, il représente sa mère pour la première fois à une réunion des chefs de gouvernement du Commonwealth qui se déroule à Colombo, au Sri Lanka.
Le prince de Galles effectue de fréquentes visites en Arabie saoudite afin de promouvoir les exportations d’armes pour des entreprises telles que BAE Systems. En 2013, 2014 et 2015, il rencontre le commandant de la garde nationale saoudienne, Mutaib bin Abdullah. En février 2014, il participe à une danse traditionnelle de l’épée avec des membres de la famille royale saoudienne au festival Janariyah à Riyad. Lors du même festival, la société d’armement britannique BAE Systems est honorée par le prince héritier Salmane ben Abdelaziz Al Saoud. Charles est critiqué par la députée écossaise Margaret Ferrier en 2016 pour son rôle dans la vente d’avions de combat Eurofighter Typhoon à l’Arabie saoudite. Selon la biographe de Charles, Catherine Mayer, une journaliste du magazine Time qui affirme avoir interviewé plusieurs sources du cercle intime du prince Charles, ce dernier « n’aime pas être utilisé pour commercialiser des armes » dans des accords avec l’Arabie saoudite et d’autres États arabes du Golfe. Selon Mayer, Charles n’a soulevé que ses objections à l’utilisation pour vendre des armes à l’étranger en privé.
En 2018, le prince Charles est annoncé comme le successeur désigné de la reine Élisabeth II à la tête du Commonwealth, à la mort de celle-ci. Ce titre n'étant pas héréditaire, le prince Charles a dû obtenir le consensus des chefs d'État et de gouvernement des 53 États membres réunis en sommet.

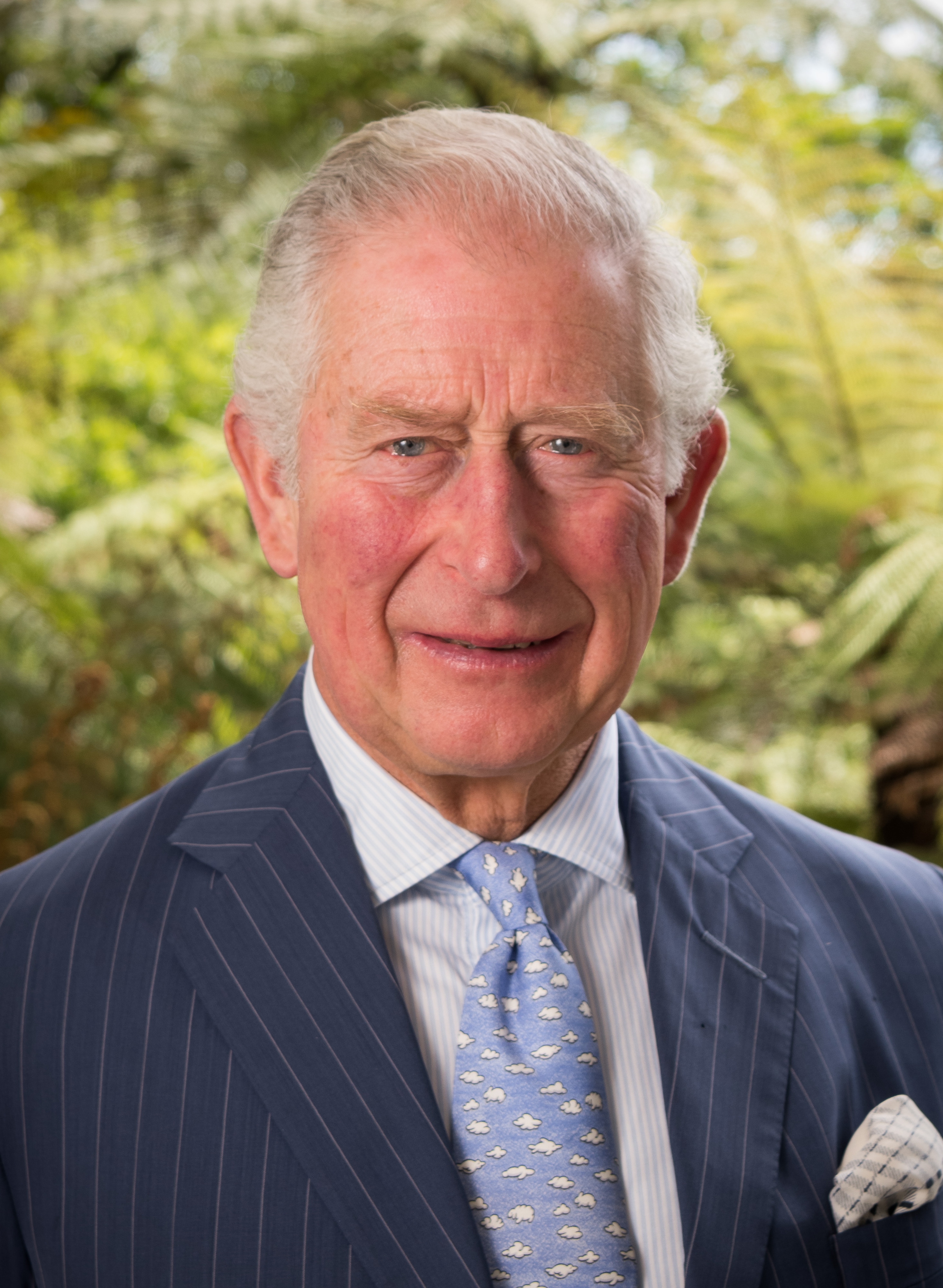
Portrait du prince Charles, en visite en Nouvelle-Zélande, 2019.

Le 7 mars 2019, la reine Élisabeth organise une fête au Palais de Buckingham pour marquer le 50e anniversaire de l’investiture de Charles en tant que prince de Galles. Parmi les invités à l’événement figuraient la duchesse de Cornouailles, le duc et la duchesse de Cambridge, le duc et la duchesse de Sussex, la Première ministre Theresa May et le Premier ministre gallois Mark Drakeford. Le même mois, à la demande du gouvernement britannique, le prince de Galles et la duchesse de Cornouailles effectuent une tournée officielle pendant quelques jours à Cuba.
Le 9 avril 2021, le prince Philip, duc d'Édimbourg, meurt à l'âge de 99 ans. Le lendemain, le prince Charles rend hommage à son père, déclarant : « Mon cher papa était une personne très spéciale qui, je pense, aurait été stupéfaite par les réactions et les choses touchantes qui ont été dites à son sujet ». Le 17 avril 2021 ont lieu les funérailles de son père et au cours de la procession qui conduit le cercueil de ce dernier des appartements d'État du château de Windsor vers la Chapelle Saint-Georges, des photographies du prince Charles en larmes, alors qu'il marche derrière le cortège et à plusieurs moments pendant la cérémonie, sont relayées par les médias du monde entier.

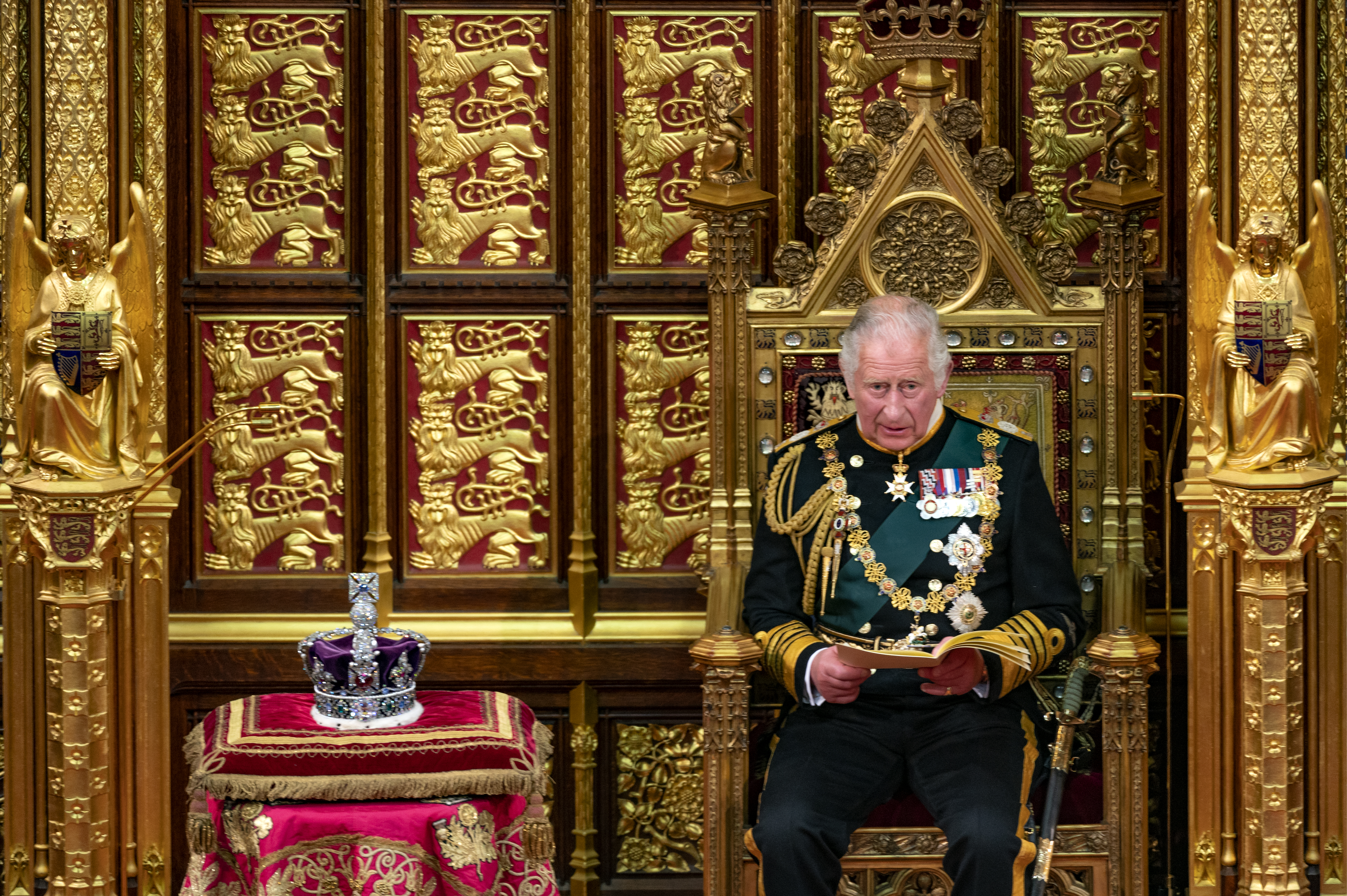
Le prince Charles lisant le discours du Trône au Parlement britannique le 10 mai 2022. À sa droite se trouve la couronne impériale d'apparat.

Dans les mois qui suivent la disparition du prince Philip, pour de nombreux médias internationaux et experts royaux, le prince Charles forme avec son fils, le duc de Cambridge et son petit-fils, George, en tant qu'héritiers directs du trône, le nouveau « noyau dur » de la famille alors que la reine serait, elle, entrée dans le « crépuscule de son règne ». Le prince Charles serait désormais le « régent de facto », d'après les commentateurs royaux, même si la reine n'envisage pas la possibilité d'abdiquer en sa faveur. Le 6 février 2022, à l'occasion du début de son jubilé de platine, qui vient célébrer ses 70 ans de règne, la reine déclare publiquement souhaiter que Camilla, l'épouse du prince Charles, devienne « la prochaine reine consort » lorsque ce dernier accèdera au trône et succèdera à sa mère. Le 10 mai 2022, pour la première fois, le prince Charles lit le discours du Trône à la place de sa mère lors de la traditionnelle cérémonie d’ouverture du Parlement, la souveraine ayant dû y renoncer à cause de problèmes de mobilité.
Lors du Trooping the Colour célébrant le 96e anniversaire d'Élisabeth II, le 2 juin 2022, le prince de Galles passe en revue les troupes à cheval et, pour la première fois, reçoit les honneurs militaires à la place de la souveraine. À la fin de la cérémonie, il apparaît au côté de la reine au balcon du palais de Buckingham, entouré de dix-huit membres de la famille royale.
En juillet 2022, le prince de Galles est mêlé à un scandale financier dans lequel il lui est reproché d’avoir accepté, pour ses œuvres caritatives, un don d’un million d’euros de la part de membres de la famille d’Oussama ben Laden, qui n’est autre que le djihadiste commanditaire des attentats du 11 septembre 2001 à New York. Selon l’institut de sondages YouGov, la popularité du prince héritier, déjà jugée fragile, chute brutalement de 50 % d’opinions favorables à 42 %.

## Roi du Royaume-Uni et des autres royaumes du Commonwealth

### Accession au trône et couronnement

#### Mort de la reine et choix du nom de règne

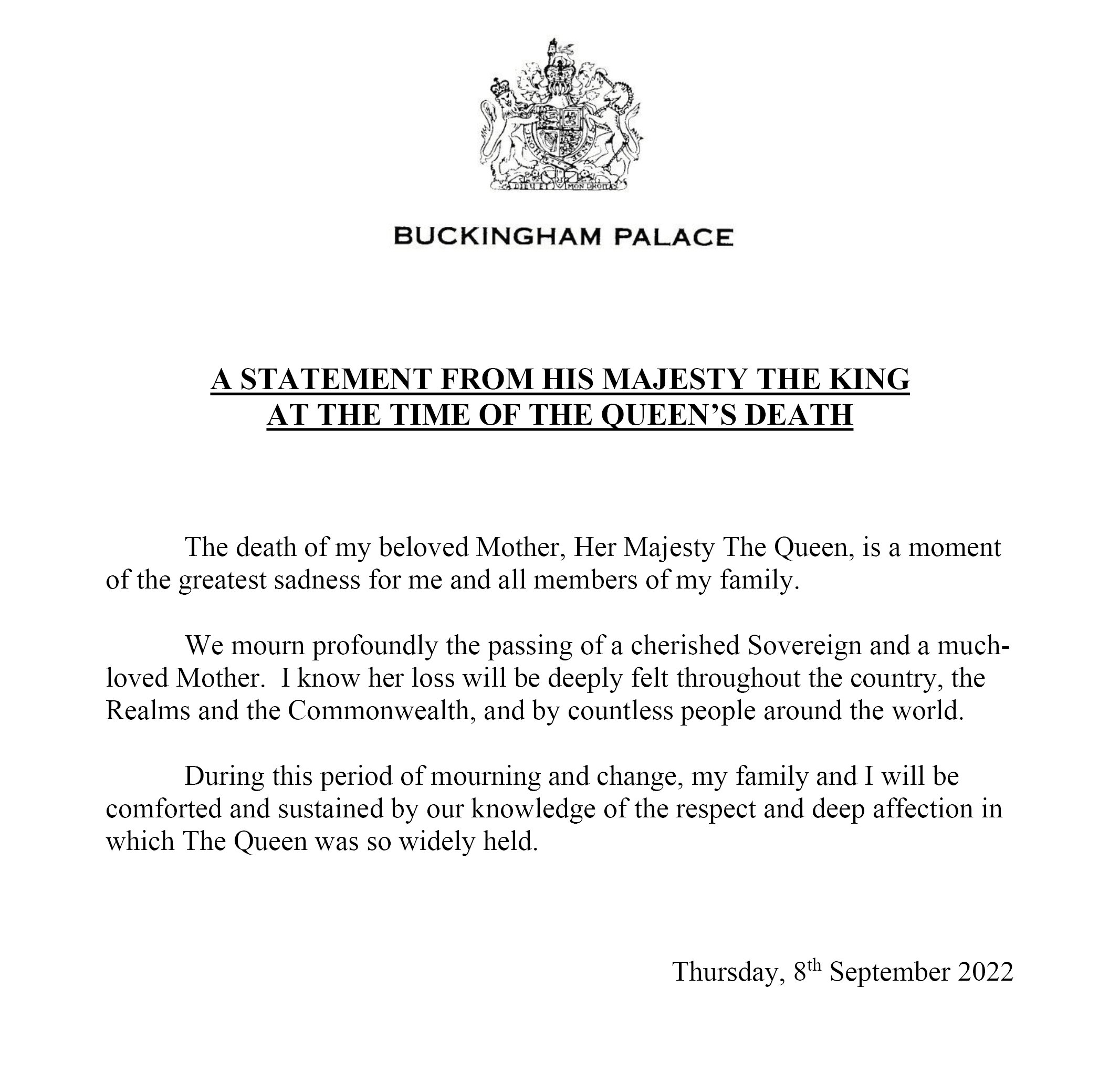
Premier communiqué officiel du roi Charles III, le 8 septembre 2022.

Le 8 septembre 2022, à la mort de sa mère la reine Élisabeth II, le prince de Galles devient le nouveau roi du Royaume-Uni. Il lui succède aussi sur le trône des quatorze autres royaumes du Commonwealth. Charles est le premier monarque à accéder au trône alors qu'il séjourne en Écosse depuis l'Union des Couronnes en 1603, le peuple écossais étant dès lors placé au cœur des cérémonies, ce qui n'aurait pas été le cas si la reine était morte en Angleterre. Le jour-même, Charles III publie un premier communiqué officiel en tant que monarque dans lequel il rend hommage à sa mère disparue :

« Le décès de ma mère bien-aimée, Sa Majesté la Reine, est un moment de très grande tristesse pour moi et tous les membres de ma famille. Nous pleurons profondément la disparition d'une souveraine chérie et d'une mère bien aimée. Je sais que sa perte sera profondément ressentie dans tout le pays, les royaumes et le Commonwealth, ainsi que par d'innombrables personnes dans le monde entier. »

— Charles III, A statement from His Majesty The King at the time of The Queen's death
Le nom de règne Charles est considéré comme maudit dans l'histoire anglaise, eu égard au sort tragique du roi Charles Ier, condamné à mort et décapité le 30 janvier 1649 après la première révolution anglaise, et celui de son fils aîné Charles II, exilé de son pays pendant plus de huit années (3 septembre 1651 – 25 mai 1660). Le prince de Galles avait déclaré que s'il venait à régner, il pourrait prendre un autre nom ; ce qui avait été le cas de la reine Victoria, d'Édouard VII et de George VI. Plusieurs rumeurs avaient alors évoqué le nom de George VII, en hommage à son grand-père, ; cependant, Charles prend finalement le nom de Charles III, lorsqu'il accède au trône britannique.
Après avoir été l’héritier du trône britannique du 6 février 1952 au 8 septembre 2022, Charles III devient monarque à l'âge de 73 ans. C'est un record absolu, dépassant celui de Guillaume IV qui avait accédé au trône à 64 ans le 26 juin 1830. Il est également le roi ayant gardé le titre de prince de Galles le plus longtemps, dépassant le précédent record du prince Albert-Édouard, fils de la reine Victoria et futur Édouard VII qui avait accédé au trône à 59 ans, le 22 janvier 1901.

#### Première allocution et proclamation officielle

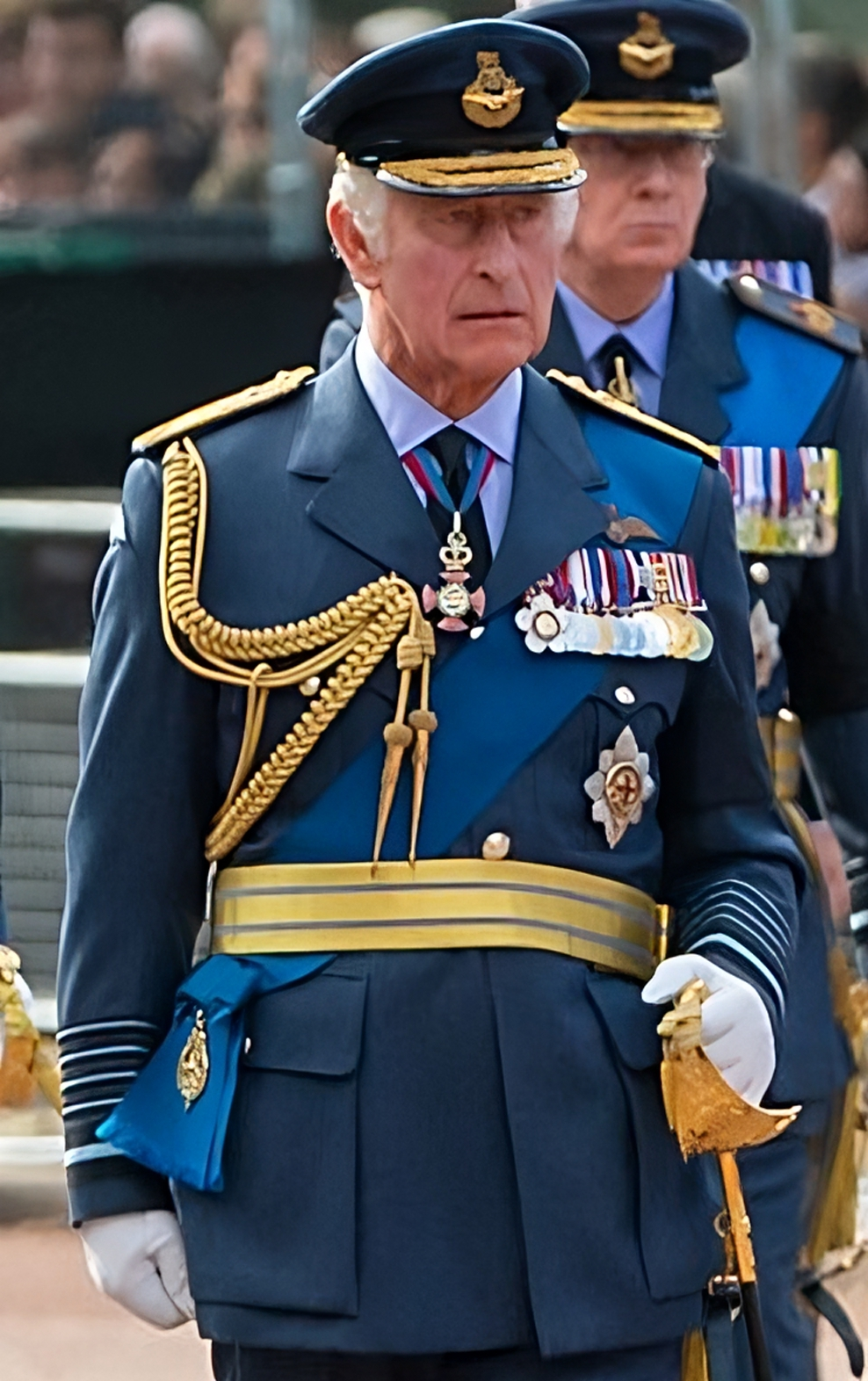
Le roi Charles III lors de la procession funéraire amenant le cercueil de sa mère jusqu’à Westminster Hall.

Au lendemain de son accession au trône, il prononce sa première allocution en tant que roi du Royaume-Uni depuis le palais de Buckingham. Durant son discours, il rend hommage à la reine Élisabeth II et annonce nommer son fils, William, nouveau prince de Galles. Écartant l'éventualité (souvent émise ces dernières années) d'une abdication en faveur de son fils, le roi Charles III promet de « défendre les principes constitutionnels toute sa vie » et amorce un changement de style sous son règne. Le nouveau souverain souhaite notamment réduire le nombre de membres actifs de la famille royale, qui sont chargés de sa représentation lors d'événements officiels,.
Le 10 septembre 2022, Charles III est formellement proclamé roi par le Conseil d'accession tenu au palais Saint James, résidence administrative officielle de la monarchie. Le nouveau souverain est ensuite proclamé roi d'Australie, du Canada et de Nouvelle-Zélande lors de cérémonies se tenant dans ces trois pays,.
Un sondage paru en janvier 2019 indique que 46 % des Britanniques sondés souhaiteraient que Charles abdique en faveur de son fils aîné, William, deuxième dans l'ordre de succession. Cependant, une telle hypothèse est improbable selon les experts en royauté, l'abdication étant un sujet sensible depuis celle de 1936 du roi Édouard VIII. Une infographie, publiée quelques jours après son accession au trône, indique une nette hausse de la popularité du roi Charles III.
Un porte-parole de l’ancienne résidence londonienne du roi, Clarence House, confirme que « toute activité y a cessé » et que le roi devrait déménager au palais de Buckingham. Une première polémique a lieu lorsque le quotidien britannique The Guardian révèle qu’une « centaine d’employés » ont reçu une lettre leur indiquant qu’ils risquent de perdre leur emploi.

#### Premiers déplacements et funérailles de la reine
Dans les premiers jours de son règne, Charles III effectue en compagnie de la reine consort une tournée qui passe par l'Écosse, le Pays de Galles et l'Irlande du Nord. Il conduit le deuil lors de la procession funéraire amenant le cercueil de sa mère jusqu'à Westminster Hall, le 14 septembre, entouré de membres de la famille royale. Deux jours plus tard, le roi, accompagné de ses frères Andrew (autorisé à porter l'uniforme militaire pour l'occasion) et Edward et sa sœur Anne, veillent pendant quinze minutes le cercueil de leur mère, exposé à Westminster Hall. La veille des funérailles d’Élisabeth II, le roi et la reine reçoivent à dîner au palais de Buckingham les chefs d’État venus du monde entier, dont les présidents français et américain, qui sont présents le lendemain lors de la cérémonie à l’abbaye de Westminster.

#### Cérémonie du couronnement en 2023

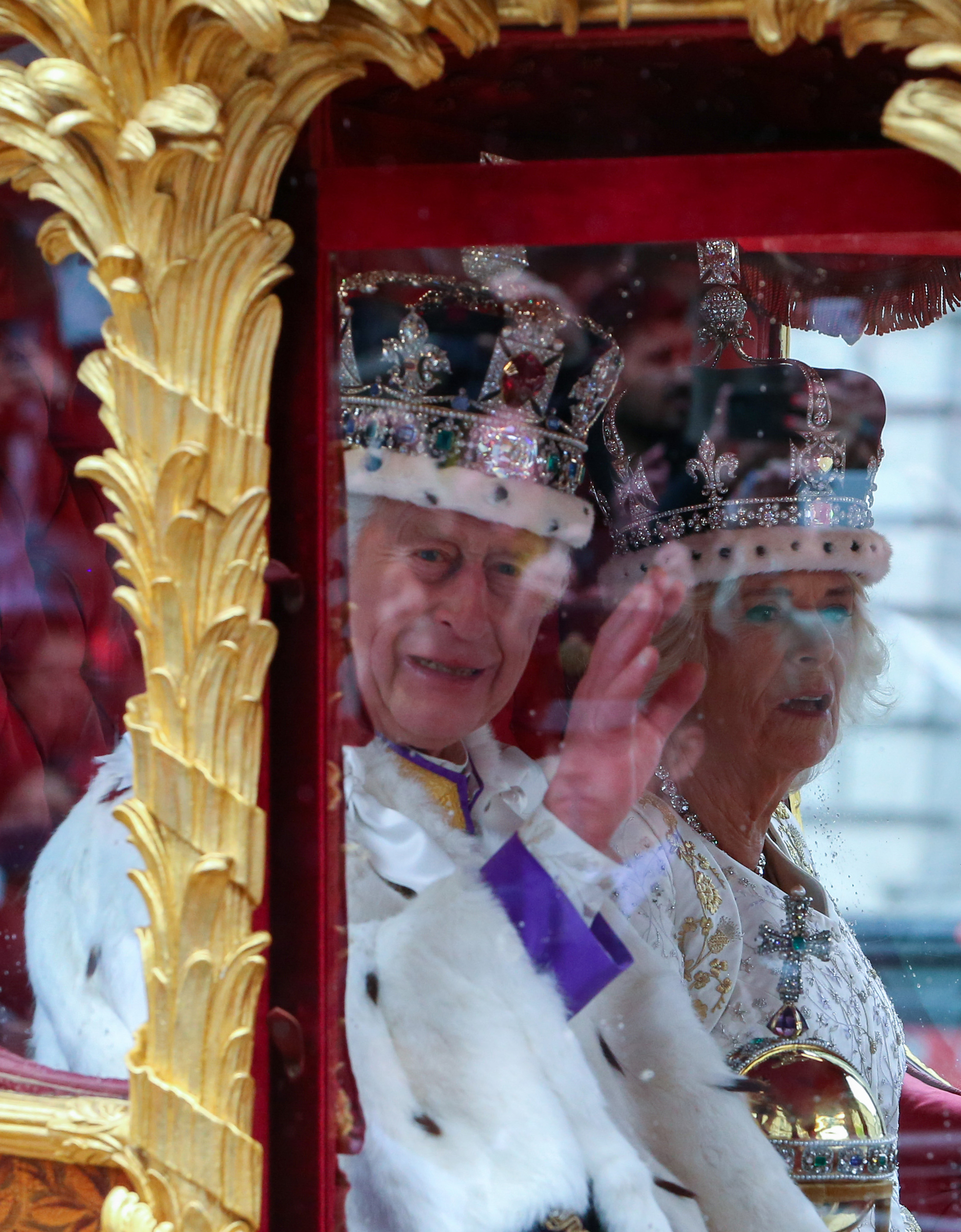
Le roi Charles III et son épouse, la reine consort Camilla, à bord du Gold State Coach le 6 mai 2023.

Le couronnement du roi Charles III et de la reine Camilla se déroule le 6 mai 2023, et est célébré en l'abbaye de Westminster. Contrairement à celui de sa mère, qui eut lieu sept décennies plus tôt, le couronnement de Charles est plus court, moins onéreux, « tourné vers l’avenir » et « reflète le rôle du monarque aujourd’hui ». Le couple royal arrive en procession à l’abbaye de Westminster depuis Buckingham, à bord du Diamond Jubilee State Coach. Le nouveau souverain est couronné avec la couronne de saint Édouard, conçue en 1661 pour le sacre du roi Charles II et utilisée uniquement pour les couronnements depuis cette date. Son épouse, la reine Camilla, est couronnée à ses côtés avec la couronne de la reine Mary. Au terme de la cérémonie, le roi et la reine quittent l’abbaye à bord du Gold State Coach, et retournent au palais de Buckingham. Charles III et Camilla apparaissent ensuite au balcon du palais pour la première fois de leur règne, entourés de membres de la famille royale.

### Premiers engagements de son règne

#### Déplacement en Écosse
Charles III accomplit le premier engagement officiel de son règne le 3 octobre 2022. Accompagné de son épouse, le roi se rend à la rencontre des habitants de Dunfermline, en Écosse et rencontre la Première ministre écossaise Nicola Sturgeon. Dès les premières semaines de son règne, Charles III, sensible aux questions écologiques, doit faire face à l'opposition de la Première ministre Liz Truss, qui s'oppose notamment à la participation du souverain à la COP27, alors que le monarque avait prévu d’y délivrer un discours.

#### Premières cérémonies commémoratives
Le 28 octobre 2022, le roi devient capitaine général des Royal Marines, comme son père l’était avant lui. Dans le même temps, il prépare la modification d’une loi datant de 1937 afin d’éviter que les princes Andrew et Harry, tous deux en retrait de la famille royale, puissent assurer son intérim en cas de maladie ou lorsqu’il est en déplacement à l’étranger. La question est abordée à la Chambre des lords, où le gouvernement déclare qu’il « étudiera toujours les arrangements nécessaires ». Selon The Daily Telegraph, cette modification devrait avoir « logiquement lieu » avant le couronnement du souverain, prévu début mai 2023. Le roi formule le souhait que son autre frère, le prince Edward de Wessex et que sa sœur, la princesse Anne, deviennent ses nouveaux conseillers d’État. Le 13 novembre, le roi Charles III préside sa première cérémonie de Remembrance Day en tant que monarque, et dépose une gerbe de fleurs au pied du Cénotaphe de Londres en hommage aux soldats britanniques tombés lors de la Première Guerre mondiale. Le lendemain, dans un communiqué émis par le palais de Buckingham à l’occasion de son 74e anniversaire, il est annoncé que le roi reprend le titre de « Ranger of Windsor Great Park » porté par son père avant lui et par tous les gardiens du Windsor Great Park depuis 1601.

#### Première réception à Buckingham
Dans une lettre qu’il adresse à l’association de protection des animaux People for the Ethical Treatment of Animals, le roi Charles III annonce que le foie gras sera désormais banni dans toutes les résidences royales, choix en adéquation avec les positions environnementales du souverain. Le président sud-africain Cyril Ramaphosa est le premier chef d’État à être reçu par le roi, lors d’une visite d’État qui se déroule les 22 et 23 novembre 2022. Au premier jour de la visite du président, un banquet est donné en son honneur dans la salle du bal du palais de Buckingham.

### Déplacements royaux à l’étranger

#### Visite d’État en Allemagne
La première visite à l’étranger du roi Charles III depuis son accession au trône a lieu à Berlin, en Allemagne, les 29 et 30 mars 2023. Accueilli au château de Bellevue par le président fédéral Frank-Walter Steinmeier, le couple royal est honoré par un banquet d’État donné le soir de son arrivée dans le pays. Initialement, le roi et la reine devaient se rendre en France du 26 au 29 mars mais cette visite a été reportée à la demande du président français Emmanuel Macron, en raison du contexte social mouvementé dans le pays. Pour s'excuser, l'intersyndicale de Calais déploie une banderole géante portant l'inscription « Sorry Charles, see you later! », du haut de la falaise du cap Blanc Nez, face aux côtes anglaises,,,.

#### Visite d’État en France

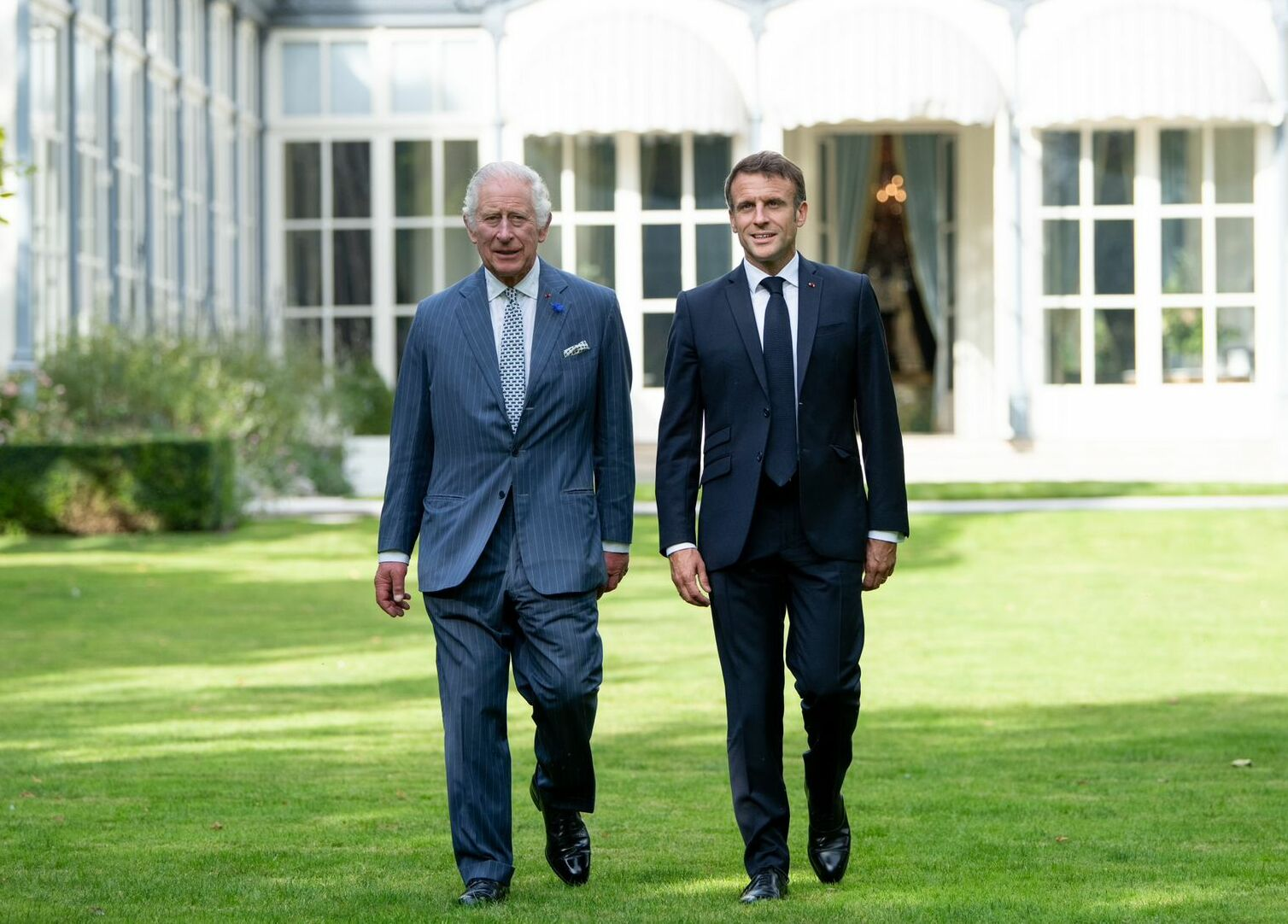
Charles III et Emmanuel Macron dans les jardins de l’Ambassade du Royaume-Uni en France, en 2023.

Charles III et Camilla se rendent en France le 20 septembre 2023 pour une visite d’État de trois jours. Le 20, Charles III, Emmanuel Macron et leurs épouses ravivent ensemble la flamme du Soldat inconnu sous l'Arc de triomphe à Paris, avant de redescendre l'avenue des Champs-Elysées dans une Citroën DS7 décapotable escortée par une centaine de gardes républicains à cheval. Ils concluent la journée par un dîner d'État au château de Versailles. Le 21, le roi prononce un discours dans l'hémicycle du Sénat, une première pour un souverain britannique, en français et en anglais. Le même jour, le roi et la reine visitent le marché aux fleurs de l'Île de la Cité ; ils sont ensuite rejoints par le couple présidentiel sur le parvis de la cathédrale Notre-Dame pour rencontrer pompiers et restaurateurs de la toiture détruite par le feu en 2019 ; suivent une visite au Muséum national d'Histoire naturelle et à la basilique de Saint-Denis. Le 22, le couple royal se rend à Bordeaux. Il est reçu à l’Hôtel de ville par le maire avant de visiter l’Iron Duke, frégate de la Marine royale britannique. Le roi visite ensuite la forêt expérimentale de Floirac puis se rend, avec son épouse, au vignoble biologique Smith Haut Lafitte.

#### D-Day 2024 en Normandie
En juin 2024, Charles III et Camilla se rendent en Normandie pour assister aux commémorations du 80e anniversaire du débarquement. Le roi prononce un discours en français dans lequel il rend hommage aux actions menées par la Résistance française.

#### Tournée en Australie et aux Samoa

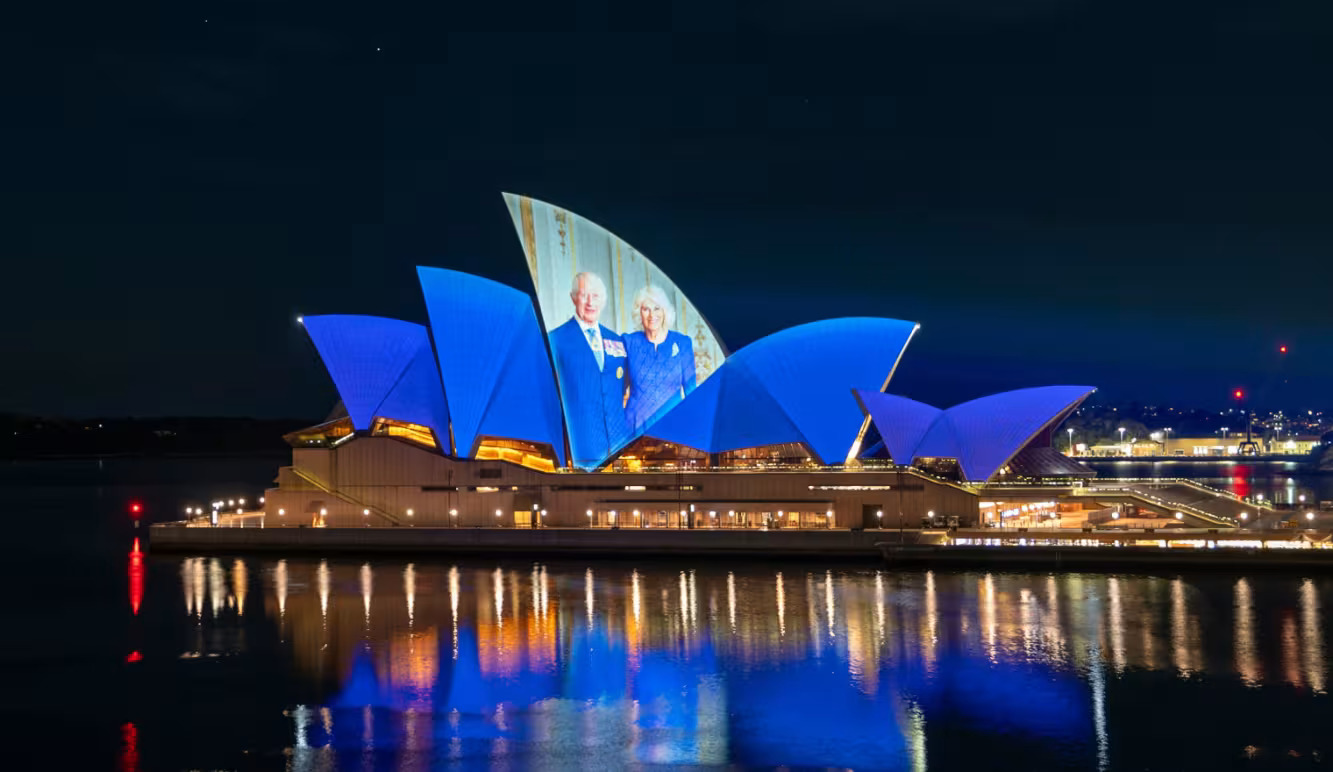
L'opéra de Sydney illuminé en l'honneur de Charles III et Camilla, en 2024.

En octobre 2024, le roi et la reine visitent l'Australie et les Samoa ; l'Australie est le premier pays du Commonwealth que Charles visite depuis son accession au trône,. Aux Samoa, Charles III assiste à la réunion des chefs de gouvernement du Commonwealth pour la première fois en tant que chef du Commonwealth. La tournée a été considérablement réduite en raison du cancer du souverain (voir infra), une visite prévue en Nouvelle-Zélande et une partie des événements ayant été annulées. Charles III interrompt temporairement son traitement contre le cancer pendant la durée du voyage.

#### Visite d’État en Italie
Le roi et la reine effectuent une visite d'État en Italie du 7 au 10 avril 2025, au cours de laquelle ils se rendent également au Vatican le 9 avril, date de leur 20e anniversaire de mariage. Ils y rencontrent le pape François à la résidence Sainte-Marthe, alors que celui-ci se trouve en convalescence, à la suite d'une pneumonie,. Le souverain pontife meurt douze jours plus tard.

#### Visite royale au Canada
Charles III effectue sa première visite en tant que roi au Canada les 26 et 27 mai 2025. Au cours de sa visite, il prononce le discours du Trône lors de la cérémonie d'ouverture du Parlement. C'est la première fois qu'un monarque canadien le fait en personne depuis 1977. La venue du roi se déroule dans un contexte de tensions avec les États-Unis et se veut une affirmation de la souveraineté canadienne face aux menaces du président américain Donald Trump d'annexer le Canada.

### Engagements officiels
Au début de leur règne, le roi et la reine continuent de vivre dans leur résidence de Clarence House, à Londres, en raison de travaux de restauration en cours au palais de Buckingham. Ils ne devraient pas pouvoir y emménager avant la fin de ces travaux, prévue en 2027. Le palais est cependant utilisé pour les réceptions officielles et cérémonies protocolaires.
Le 25 juin 2024, il accueille en compagnie du prince de Galles l'empereur du Japon Naruhito et son épouse l’impératrice Masako lors d’une visite d’État. Au premier jour de la visite du couple impérial, un banquet a lieu au palais de Buckingham,.
En juillet 2024, la semaine annuelle du souverain à Holyrood est raccourcie afin que Charles III puisse retourner à Londres et nommer un nouveau Premier ministre une fois connu le résultat des élections générales. Après la défaite des conservateurs face au Parti travailliste, dirigé par Keir Starmer, le roi reçoit ce dernier au palais de Buckingham et le nomme Premier ministre le 5 juillet 2024. Quelques semaines plus tard est publié le rapport annuel du domaine de la Couronne, dans lequel il est indiqué que la subvention annuelle accordée au souverain devrait passer de 86,3 millions de livres à 132 millions d’ici à 2026. Le 17 juillet 2024, Charles III préside l’ouverture du Parlement pour la seconde fois de son règne. Lors de ce rituel, le roi prononce le discours du Trône, rédigé par le nouveau gouvernement travailliste, qui présente les grandes lignes de la politique à venir, notamment l’accélération de la décentralisation, la suppression des lords héréditaires et la réforme du système de santé.
Au printemps 2025, Charles III et la reine Camilla organisent leur première garden-party de l’année dans les jardins du palais de Buckingham, perpétuant la tradition d’accueil de milliers d’invités issus de la société civile, des forces armées et du monde associatif. Le 8 mai 2025, le roi préside un service commémoratif solennel à l’abbaye de Westminster à l’occasion du 80e anniversaire de la fin de la Seconde Guerre mondiale en Europe, en présence des plus hautes autorités du pays et de membres de la famille royale. Le même jour, le roi prononce un discours sur Horse Guards Parade, à 21 heures, exactement comme son grand-père George VI l’avait fait le 8 mai 1945.

## État de santé
Charles III est hospitalisé à la London Clinic (en) pour une opération de la prostate le 27 janvier 2024. Quelques jours plus tard, le 5 février 2024, la Cour publie un communiqué annonçant que le roi est atteint d'une « forme de cancer » mais qu'il ne s'agit pas d'un cancer de la prostate. Ses engagements publics sont reportés et il commence aussitôt un traitement. Le souverain reprend ses activités au printemps 2024. Le 27 mars 2025, le roi est brièvement hospitalisé en observation en raison d’effets secondaires liés à son traitement contre le cancer. Il annule alors ses engagements prévus pour le lendemain par précaution.

## Titres et honneurs

Armoiries du prince Charles (1958-2022).

Par lettres patentes de l'arrière-grand-père de Charles, le roi George V, les titres de prince ou princesse du Royaume-Uni (en), et le titre d'Altesse royale ne devaient être conférés qu'aux enfants et petits-enfants en ligne masculine du souverain, ainsi qu'au fils aîné du fils aîné du prince de Galles. Toutefois, le 22 octobre 1948, George VI a publié, par de nouvelles lettres patentes, l'octroi de ces titres à tous les enfants de la princesse Élisabeth et du prince Philip. Sinon, Charles aurait simplement pris le titre de son père, et aurait été titré par courtoisie comte de Merioneth (en). De cette façon, les enfants de l'héritière présomptive avaient un statut royal et princier, ce qui n’a pas été jugé nécessaire pour les enfants de l'autre fille du roi, Margaret.

### Titulature complète
Depuis son accession au trône, le titre du roi au Royaume-Uni est le suivant : « Charles Trois, par la grâce de Dieu, roi du Royaume-Uni de Grande-Bretagne et d'Irlande du Nord et de ses autres royaumes et territoires, chef du Commonwealth, défenseur de la foi ».
En outre, Charles III possède officiellement un titre différent dans chacun de ses royaumes : roi de Nouvelle-Zélande en Nouvelle-Zélande, roi des Tuvalu aux Tuvalu, etc. Dans les îles Anglo-Normandes et l'île de Man qui sont des dépendances de la Couronne, il est désigné respectivement comme duc de Normandie et seigneur de Man. Dans certains territoires et en fonction du contexte, son titre officiel comprend ceux de défenseur de la foi et de duc de Lancastre.

Monogramme de Charles III, coiffé de la couronne des Tudor.
Monogramme de Charles III en Écosse, coiffé de la couronne d'Écosse.
Monogramme de Charles III au Canada, coiffé de la couronne royale canadienne.

### Titres successifs
Durant sa vie, le prince Charles a porté plusieurs titres. À sa naissance, il porte le titre de son père puisque sa mère n'a pas encore accédé au trône. Lorsque sa mère devient reine, il devient automatiquement duc de Cornouailles (utilisé en Angleterre et ailleurs) et duc de Rothesay (utilisé en Écosse) en tant qu'héritier apparent au trône. En 1958, il est créé prince de Galles et n'est plus désigné par le titre de duc de Cornouailles que dans ce duché, dont il est toujours titulaire. 
Il est successivement connu sous les titres suivants :
- 1948-1952 : Son Altesse Royale le prince Charles d'Édimbourg (naissance) ;
- 1952-2022 : Son Altesse Royale le duc de Cornouailles ;
  - en Écosse : Son Altesse Royale le duc de Rothesay ;
- 1958-2022 : Son Altesse Royale le prince de Galles[115] ;
- depuis le 8 septembre 2022 : Sa Majesté le roi.

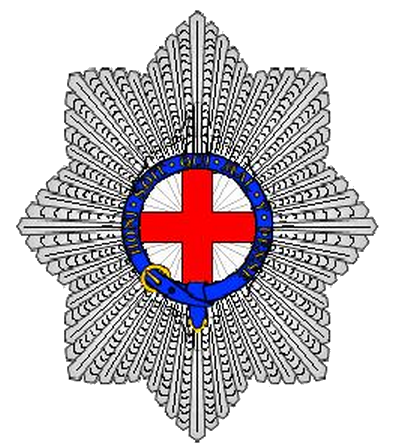
Ordre de la Jarretière
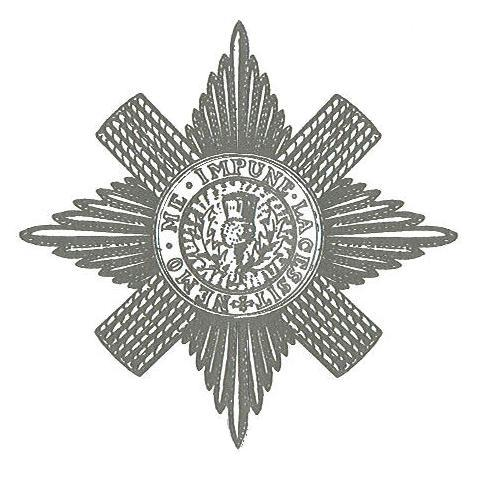
Ordre du Chardon

### Décorations étrangères

Armoiries du prince Charles en tant que chevalier de l'ordre des Séraphins.

Plume d'autruche, insigne du prince de Galles.

- Grand-croix, classe spéciale, de l’ordre du Mérite de la République fédérale d'Allemagne (Allemagne)
- Collier de l'ordre du roi Abdelaziz (Arabie Saoudite)
- Chevalier de l'ordre d'Australie
- Collier de l'ordre d'Al-Khalifa (Bahreïn)
- Grand collier de l'ordre du Mérite des Bahamas
- Membre de l'ordre de la liberté de la Barbade (30 novembre 2021)[116]
- Grand-croix de l'ordre national de la Croix du Sud (Brésil)
- Première classe de l'ordre de la famille de Laila Utama (en) (Brunei)
- Compagnon de l'ordre du Canada[117]
- Commandeur de l'ordre du mérite militaire (Canada)
- Décoration des Forces canadiennes avec 3 barettes
- Médaille de l'ordre du mérite de la Saskatchewan (Canada)
- Médaille commémorative du centenaire de la Saskatchewan (en) (Canada)
- Grand-croix de l’ordre de Boyacá (Colombie)
- Chevalier du grand ordre de Mugunghwa (Corée du Sud)
- Chevalier de l'ordre de l'Éléphant (Danemark)
- Grand cordon de l'ordre de la République (Égypte)
- Grand-croix de l'ordre de Charles III (Espagne)[118]
- Médaille de l'ordre de l'Indépendance (en) (Fidji)
- Grand-croix de l'ordre de la Couronne de chêne (Luxembourg)
- Grand-croix de l'ordre de la Rose blanche (Finlande)
- Grand-croix de la Légion d'honneur (France)[119]
- Commandeur de l'ordre du Mérite agricole (France)[120]
- Compagnon de l'ordre de l'Étoile (Ghana)
- Grand collier de l'ordre de la Grenade (en) (Grenade)
- Grand collier de l'ordre des Îles Salomon (en)
- Chevalier grand-croix au grand cordon de l'ordre du Mérite de la République italienne‎[121]
- Grand cordon de l'ordre du Chrysanthème (Japon)
- Grand cordon de l'ordre de Moubarak le Grand (en) (Koweït)
- Grand commandeur de l'ordre du Lion du Malawi (en)
- Grand-croix de l'ordre de l'Aigle aztèque (Mexique)[122]
- Grand cordon de l'ordre d'Ojaswi Rajanya (Népal)
- Médaille de l'ordre royal du Népal
- Grand-croix de l'ordre de Saint-Olaf (Norvège)
- Chevalier de l'ordre de Nouvelle-Zélande (Nouvelle-Zélande)
- Médaille de l'ordre de Service de la Reine (en) (Nouvelle-Zélande)
- Médaille de l'ordre militaire (Nouvelle-Zélande)
- Chevalier commandeur de l'ordre de Logohu (Papouasie-Nouvelle-Guinée)
- Chevalier commandeur de l'ordre de l'étoile de Mélanésie (Papouasie-Nouvelle-Guinée)
- Grand-croix de l'ordre d'Orange-Nassau (Pays-Bas)
- Grand-croix de l'ordre de la Couronne (Pays-Bas)
- Médaille du roi Willem-Alexander (Pays-Bas)
- Grand-croix de l'ordre d'Aviz (Portugal)
- Grand collier de l'ordre de la Tour et de l'Épée (Portugal)
- Grand cordon de l'ordre national du Mérite du Qatar
- Grand-croix de l'ordre de l'Étoile de Roumanie[123]
- Grand-croix de l'ordre de Sainte-Lucie (Sainte-Lucie)
- Chevalier de l'ordre des Séraphins (Suède)
- Grand-croix de l'ordre équestre du Saint-Sépulcre de Jérusalem (Vatican)

## Dans la culture populaire

### Théâtre
- 2014 : la pièce de théâtre King Charles III (en) du metteur en scène britannique Mike Bartlett (en) met en scène le prince Charles, devenu roi, face à une grave crise politique[124].

### Cinéma
- 2025 : dans le film français God Save the Tuche, il est joué par Bernard Ménez[125].

### Télévision
- 2005 : dans le téléfilm Coup de foudre royal, le rôle du prince Charles est interprété par l'acteur britannique Laurence Fox[126].
- 2016-2023 : dans la série télévisée The Crown, le prince Charles est successivement joué par les acteurs britanniques Billy Jenkins (saisons 1 et 2), Julian Baring (saison 2), Josh O'Connor (saisons 3 et 4) et Dominic West (saisons 5 et 6).
- 2021 : dans la série télévisée Legends of Tomorrow, le prince Charles est joué par Chris Robson dans l'épisode 6 de la saison 5, L'Empereur Contre-Attaque.

### Documentaires
- Le 15 mai 2018, l'émission Secrets d'histoire sur France 2, intitulée Le prince Charles aux marches du trône, lui est consacrée[127].
- Le 24 mai 2021, l'émission Ligne rouge sur BFM TV, diffuse un long-format intitulé Charles, le prince maudit[128].

### Bande dessinée
- 2010 : Les Sentiments du prince Charles de l'auteure suédoise Liv Strömquist, un essai sur les relations amoureuses hétérosexuelles.

## Art et architecture
De bonne heure, il illustre des contes de son cru pour ses jeunes frères. Il est aquarelliste, paysagiste d'un rigoureux classicisme.
Dans les années 1980, il s'intéresse particulièrement aux problèmes du centre-ville et de l'environnement bâti, ce qui l'amène à soutenir l'« architecture communautaire », un concept lancé par Rod Hackney.
Charles est bien connu pour ses interventions dans un certain nombre de décisions d'urbanisme majeures. Il aurait joué un rôle clé dans le blocage du projet Chelsea Barracks de RSHP. Beaucoup ont estimé que ce n'était pas son rôle de le faire.

## Publications
- (en) The Old Man of Lochnagar, Londres, Hamish Hamilton (en), 1980 (illustré par Sir Hugh Maxwell Casson).
- (en) A Vision of Britain: A Personal View of Architecture, Londres, Doubleday, 1989.
- (en) Rain Forest Lecture, Londres, Royal Botanic Gardens, 1990.
- (en) HRH the Prince of Wales Watercolours, Londres, Brown and Company, 1991.